# دیویس نوسا
دیویس نوسا (انگلیسی: Devis Nossa؛ زادهٔ ۷ فوریهٔ ۱۹۸۵) بازیکن فوتبال اهل ایتالیا است.
از باشگاه‌هایی که در آن بازی کرده‌است می‌توان به باشگاه فوتبال اینتر میلان، باشگاه فوتبال ویرتوس انتلا، و باشگاه فوتبال ارورا پرو پاتریا ۱۹۱۹ اشاره کرد.
وی همچنین در تیم‌های ملی فوتبال زیر ۱۹ سال ایتالیا و زیر ۲۰ سال ایتالیا بازی کرده‌است.